# Galion (Ohio)
Galion ist eine City im Crawford County, im Morrow County und im Richland County im US-amerikanischen Bundesstaat Ohio. Es ist ein Teil des Mansfield-Bucyrus-Gebiet. Das U.S. Census Bureau ermittelte bei der Volkszählung 2020 eine Einwohnerzahl von 10.453. Galion ist die zweitgrößte Stadt im Crawford County.

## Geschichte
Siedler kamen erstmals im Jahr 1817 in das Gebiet der heutigen Stadt Galion. Dieses lag an einer Kreuzung der Nord-Süd-Route von Portland (heute Sandusky genannt) am Eriesee nach Columbus und der Ost-West-Route, deren Stelle heute teilweise der Lincoln Highway und der Harding Highway einnehmen.
Als die Siedlung 1824 eine Poststation bekam, wurde vom Postmeister der Name Galion als eine von allen anderen Ortsnamen Ohios klar unterscheidbare Bezeichnung vorgeschlagen. Der ursprüngliche Name, der für die Gemeinde vorgeschlagen und beim Richland County eingereicht worden war, wäre Greensburg gewesen. Es ist nicht bekannt, ob der Name Galion etwas Spezielles bedeutet, obwohl  verschiedene etymologische Ableitungen vorgeschlagen worden sind.
Das Jahr, in dem Galion endgültig zur eigenständigen Gemeinde wurde, wird meist mit 1831 angegeben.
Galion war 1841 der Geburtsort von Orville J. Nave, der 1896 als Kaplan der United States Army die „Nave's Topical Bible“, eine damals häufig verwendete Bibelbearbeitung, herausbrachte.
Galion war auch die Heimatstadt von William Montgomery Brown, einem Bischof der Episcopal Church, der 1922 von seiner eigenen Kirche der Häresie angeklagt und verurteilt wurde. Der Fall erregte weltweit Aufsehen, da seit den Tagen Luthers keine Häretikerprozesse mehr geführt worden waren. Das Anwesen des Bischofs in Galion, Brownella Cottage genannt, gehört nun der Galion Historical Society, die in einem Nebengebäude ein Museum betreibt. Brownella Cottage wurde zusammen mit der Grace Episcopal Church 1980 in das National Register of Historic Places (NRHP) aufgenommen und damit unter Denkmalschutz gestellt.